# Wellesley, Massachusetts
Wellesley är en kommun (town) i Norfolk County i Massachusetts. Vid 2010 års folkräkning hade Wellesley 27 982 invånare.